# 鯖江市西山動物園
鯖江市西山動物園（さばえしにしやまどうぶつえん）は、福井県鯖江市桜町にある動物園である。同市の西山公園内に開設している。

## 概要
鯖江市制30周年を記念して、1985年（昭和60年）4月11日に開園した。日中友好のシンボルとして中国・北京動物園から寄贈を受けたレッサーパンダは、1986年（昭和61年）以来毎年繁殖し、繁殖数が日本有数となっている。
また、敷地面積は約3830平方メートルと日本動物園水族館協会に加盟する動物園の中で最も小さく、日本一小さな動物園としても知られている。

## 主な飼育動物
- レッサーパンダ
  - 西山動物園で飼育されたレッサーパンダは、神戸市立王子動物園（兵庫県神戸市灘区）への貸し出しや[5][6][7]、大阪市天王寺動物園（大阪府大阪市天王寺区）へ移籍する[8]など、2020年時点で交配のために日本各地の動物園18園への貸出実績がある[1]。
- シロテテナガザル
- ボリビアリスザル
- フランソワルトン
- インドクジャク
- タンチョウ
- ミミキジ・アオミミキジ
- キンケイ・ギンケイ
- コサンケイ
- チャボ

## 施設情報
- 入園料：無料
- 開園時間：9:00 - 16:30

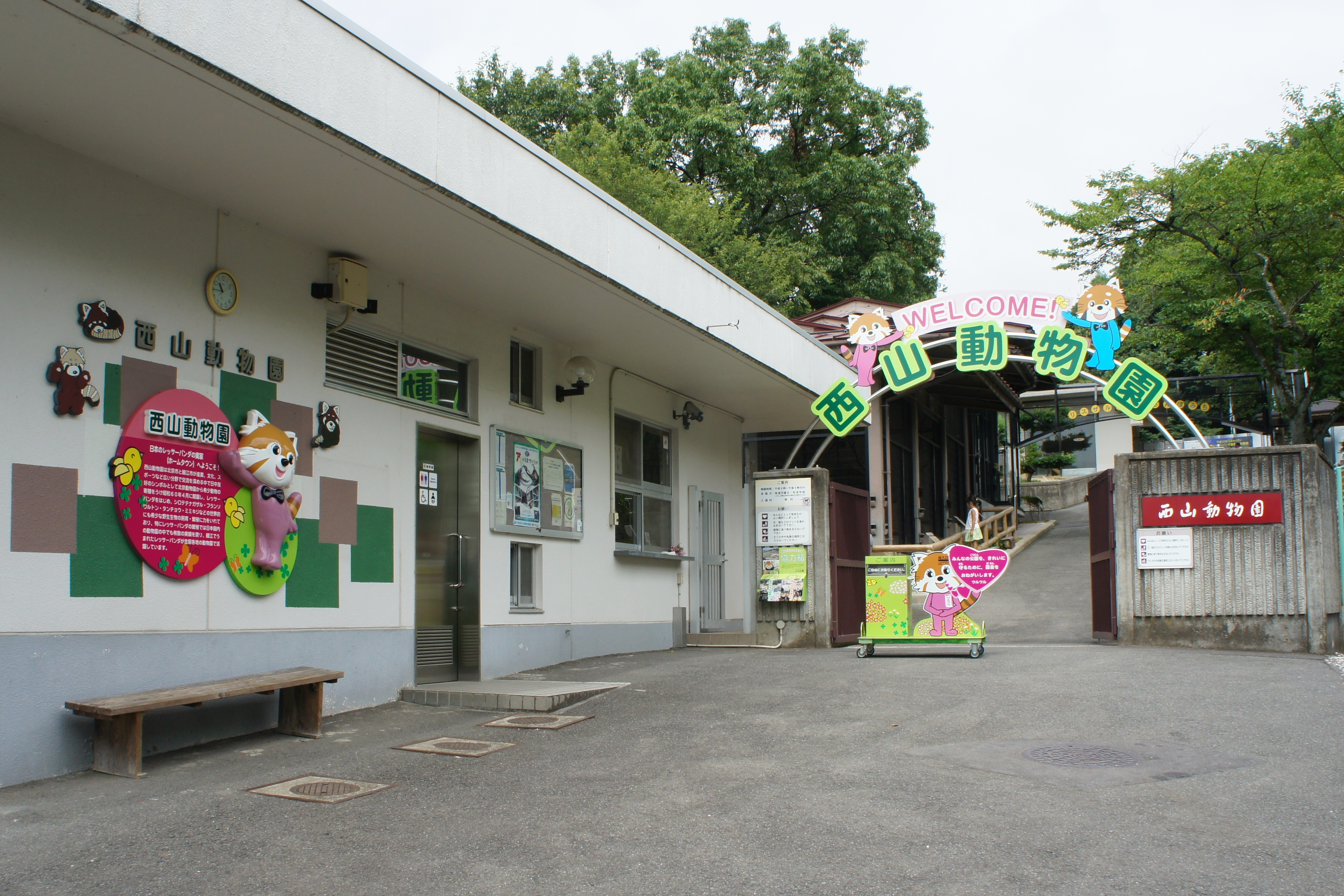
西山動物園入口（2015年8月）

- 休園日：毎週月曜（月曜が祝祭日の場合はその翌日）・年末年始

## 交通アクセス
- 福井鉄道福武線 西山公園駅から約500メートル
- 北陸自動車道 鯖江ICから国道8号福井バイパス、国道417号経由約3キロメートル